# Hilde Braunthal
Hilde Braunthal (geboren 20. September 1903 in Wien, Österreich-Ungarn als Hildegard Elkan; gestorben 10. März 2001 in Massachusetts, Vereinigte Staaten) war eine österreichisch-amerikanische Sozialdemokratin und Sozialarbeiterin.

## Leben
Hildegard Elkan war das Kind jüdischer Eltern und kam in Wien zur Welt. Ihr ältere Schwester Erna (1902–1929) heiratete Alfred Braunthal. Als sie 1929 starb und zwei gemeinsame Kinder hinterließ, heiratete Hildegard ihren Schwager und wurde so zur Stiefmutter ihres Neffen Gerard Braunthal und seiner Schwester Jagna.

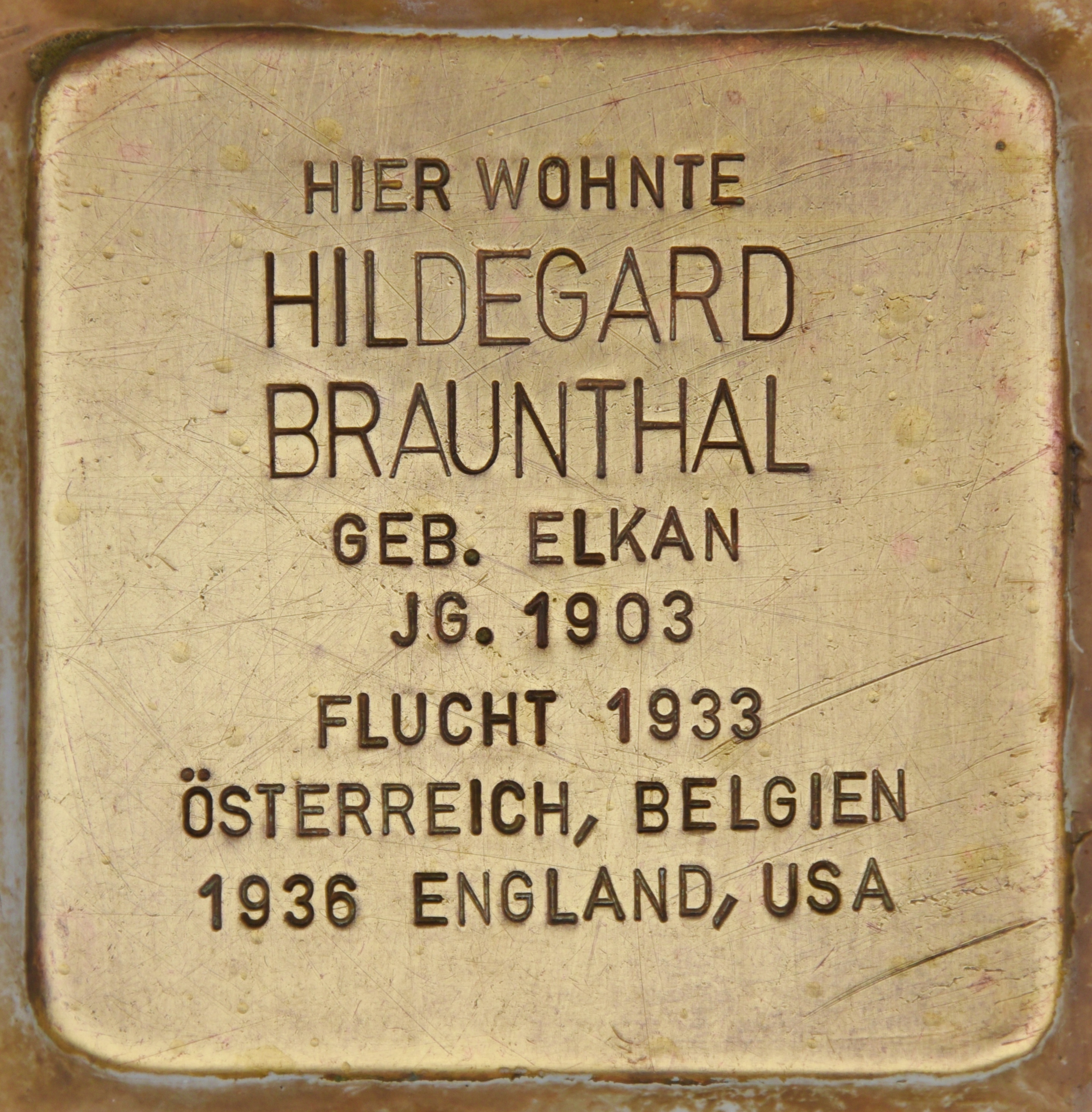
Stolperstein in Gera.

Alfred Braunthal war zu dieser Zeit Leiter der SPD-nahen Heimvolkshochschule in Tinz bei Gera. Dort musste er als Jude und Sozialist frühe Anfeindungen ertragen. 1929 zog die Familie nach Berlin, von wo sie im März 1933 nach Wien flüchtete. Braunthal engagierte sich in der Reichsarbeitsgemeinschaft der Kinderfreunde. Die Flucht führte weiter über Brüssel, wo sie einige Zeit verbrachten und sich mit Karl Popper anfreundeten, nach England. Im März 1936 gelangte die Familie nach New York und blieb dort bis zum Kriegsende 1945. 1950 zog das Ehepaar beruflich nach Brüssel, wo Braunthal im Auftrag der Vereinten Nationen in der Fortbildung von Sozialarbeitenden tätig wurde.
Ab 1967 lebten sie wieder in den USA.
Braunthal ist auf dem Mount Auburn Cemetery in Cambridge, Massachusetts, USA, beigesetzt.

## Schriften
- »Erobert das Land!« Die Parole der Kinderfreunde-Führertagung 1932. In: Die Sozialistische Erziehung. Organ der Reichsarbeitsgemeinschaft der Kinderfreunde und der Arbeitsgemeinschaft sozialdemokratischer Lehrer und Lehrerinnen Deutschlands (10/1932), S. 1–2.
- A Casework Training Course as a Group-Therapeutic Experience. In: International Journal of Group Psychotherapy 2 (3/1952), S. 239–244, DOI: 10.1080/00207284.1952.11508445.
- L’introduction de l’idée de Casework en Belgique. In: Le Service Social. Ecole centrale de service social 30 (5/1952), S. 213–220.
- Application des méthodes du casework à un entretien en vue d’une adop¬tion d’enfant. In: Le Service Social 32 (3/1954), S. 97–108.
- Comité Belge de Service Social: Rapport présenté à la VIIe Conférence internationale de service sociale de Toronto, 27 juin au 2 juillet 1954. Thème: L’Àcroissement du bien-être social par l’effort et par l’action communautaire. In: Service Social Dans le Monde (3/1954), S. 109
- Grundgedanken des Casework. In: Unsere Jugend 8 (5/1956), S. 198–205.
- New Trends in American Social Work. In: Case Conference: A Professional Journal for the Social Worker and Social Administrator 5 (1958), S. 8–18.
- Observations sur le traitement des malades mentaux. In: Le Service Social. Ecole centrale de service social 37 (2/1959), S. 49–66.
- Où en est le case-work en Belgique? In: Le Service Social. Ecole centrale de service social 37 (6/1959), S. 241–252.
- L’évolution de l’enseignement des méthodes de casework. In: Le Service Social 41 (1/1963), S. 1–58.
- Working with transsexuals, in: International Journal of Social Psychiatry 27 (1/1981), S. 3–11, DOI: 10.1177/0020764081027001.